# Porośl-Głuchy
Porośl-Głuchy – wieś w Polsce położona w województwie podlaskim, w powiecie białostockim, w gminie Poświętne.
W latach 1975–1998 miejscowość administracyjnie należała do województwa białostockiego.
Wierni kościoła rzymskokatolickiego należą do parafii  Wniebowzięcia NMP w Sokołach.